# Step by Step (film din 1946)
Step by Step este un film american regizat de Phil Rosen, scris de Stuart Palmer. Protagoniștii filmului sunt Lawrence Tierney, Anne Jeffreys, Lowell Gilmore, Myrna Dell, Harry Harvey, Sr. și Addison Richards. A fost lansat pe 30 august 1946 de RKO Pictures.